# Delouagapia tasmani
Delouagapia tasmani är en snäckart som beskrevs av James Frederick Goulstone och Brook 1999. Delouagapia tasmani ingår i släktet Delouagapia och familjen Rhytididae. Inga underarter finns listade i Catalogue of Life.